# Ninja Game
Ninja Game, (N, eller N-game) er et flashspil, udviklet af Metanet Software i 2004.
Spillet er i 2D, med i alt 100 episoder af hver fem små baner. Der er også mulighed for at lave sine egne baner. 
I spillet styrer man den lille ninja, N, igennem et univers af vægklatreri, guld, små røde miner og forskellige sorte robotter, der på forskellig vis forsøger at dræbe N.
- Wikimedia Commons har flere filer relateret til Ninja Game

| computerspil | Spire Denne computerspilsrelaterede artikel er en spire som bør udbygges. Du er velkommen til at hjælpe Wikipedia ved at udvide den. |